# Economia del comportament
L'economia del comportament (o de la conducta) és un àmbit d'investigació dins de l'economia que integra aquesta amb la psicologia, que analitza i intenta preveure perquè la gent actua de manera irracional o imprevisible davant de situacions econòmiques determinades i com els influeixen les emocions. En conseqüència, critica que l'economia clàssica s'hagi aplicat sempre considerant que els individus corresponen al patró d'Homo economicus.
Estudia els biaixos cognitius que expliquen la conducta humana en la presa de decisions econòmiques. Permet entendre millor com es formen els preus, les decisions de consum i la distribució de recursos. Constitueix una síntesi dels avenços de la psicologia cognitiva i de l'economia neoclàssica. Conjuntament amb les aportacions de la psicologia, s'estudien els efectes de les decisions amb heurismes o regles simples de decisió, així com la importància de la formulació i dels contexts en la resposta a decisions econòmiques.
Els pioners de l'economia del comportament van ser Amos Tversky i el premi Nobel Daniel Kahneman, dos psicòlegs que van adaptar i comparar teories del processament de la informació al cervell amb models econòmics els anys 70. La seva proliferació es deu als treballs de Kanheman així com als de Richard Talher i Kip Viscusi. Els seus treballs examinen la validesa explicativa de la teoria de la utilitat esperada. Així de les investigacions s'observa que els individus tenen aversió a les pèrdues a més del risc, aversió a l'ambigüitat (paradoxa d'Ellsberg) així com una diferent preferència temporal, sovint explicada per una forma hiperbòlica. Altres treballs demostren que els individus tenen incentius no compatibles amb la veritat en la demanda de béns públics.

## Experiments
Un dels experiments de Tversky i Kahneman prova l'existència de l'efecte marc, és a dir, el mateix producte ofert de manera diferent fa canviar les decisions de la gent. En aquest experiment van descriure als participants una situació en què als Estats Units es desenvolupava una epidèmia poc comuna que mataria 600 persones. Per a contenir-la, hi havia dos programes: el programa A podria salvar 200 persones i el programa B tenia una probabilitat de salvar les 600 persones i dues probabilitats de no salvar-ne cap. Gairebé el 72% dels enquestats van triar el programa A malgrat que els resultats finals de tots dos programes eren idèntics.
D'altra banda, l'economista Dan Ariely va realitzar més recentment una prova en què va demanar als seus estudiants que escriviren en un paper els dos últims dígits dels seus números de la seguretat social, i després els va preguntar quant estarien disposats a pagar en una subhasta real per una ampolla de vi. Els que tenien els dígits finals més baixos estaven disposats a pagar menys, i els que els tenien més alts haurien pagat més. Aquest fenomen es coneix com a efecte àncora i demostra que la demanda no varia només en funció de l'oferta.

## Els cinc principis de l'economia del comportament
1. Les persones actuen aplicant judicis morals o de valor, i sovint donen prioritat a allò que és correcte abans que a allò que els donarà més beneficis.
2. Les persones analitzen de manera diferent situacions en què hi ha diners materials o no. Per exemple, troben diferències en haver guanyat 30 € o unes sabates del mateix preu.
3. En inversions financeres, les persones donen més importància als fets recents i els costa calcular les probabilitats acuradament.
4. Les persones sovint actuen seguint costums i hàbits sense pensar si aquest comportament és el millor o el més rendible.
5. Les persones actuen segons les experiències pròpies i alienes, i es basen en el que han vist fer sense jutjar si és correcte o aprofitable.